# Södermanland
Södermanlandⓘ là một trong những tỉnh truyền thống của Thụy Điển (landskap), tỉnh nằm bên bờ biển phía đông nam của Thụy Điển. Giáp Östergötland, Närke, Västmanland và Uppland. Nó cũng được bao quanh bởi hồ Mälaren và biển Baltic.
Trong tiếng Thụy Điển, tên tỉnh là thường xuyên rút ngắn Sörmland.
Södermanland có nghĩa là "vùng đất phía Nam của con người", chỉ vị trí của nó đối với hồ Mälaren, so với Uppland (phía Bắc) và Västmanland (phía tây).
Cũng giống như các tỉnh của Thuỵ Điển hiện nay không còn chức năng hành chính. 